# Jagannata maculata
Jagannata maculata är en insektsart som beskrevs av William Lucas Distant 1906. Jagannata maculata ingår i släktet Jagannata och familjen sköldstritar. Inga underarter finns listade i Catalogue of Life.